# Mesterházy Kálmán
Középbükki Mesterházy Kálmán (Szabadka, 1857. május 3. – Budapest, Ferencváros, 1898. január 24.) tájfestő.

## Pályafutása
Középbükki Mesterházy Pál és Berczkovics Borbála fia. Iskoláit Budapesten végezte és először a zenészi pályára készült, de erről a tervről egy kéztörés következtében le kellett mondania. Ekkor 1871-ben a festészetet kezdte tanulni, s rövid ideig külföldön is járt, hogy magát jelesebb művészek oldalán kiképezze. Művei 1874-től voltak láthatók a kiállításokon. Zichy Jenő gróf társaságában 1882-ben sokat fáradozott azon, hogy a képzőművészeteket a vidékkel is megkedveltesse és Székesfehérváron, Debrecenben és Kolozsváron szép sikerű kiállításokat rendezett. Festőiskolát nyitott a fővárosban, a Nemzeti Szalon egyik alapítója. A Magyar Nemzeti Galéria két művét őrzi. Neje báró Pongrácz Klára volt. Önkezével vetett véget életének.